# Paralympic Hall of Fame

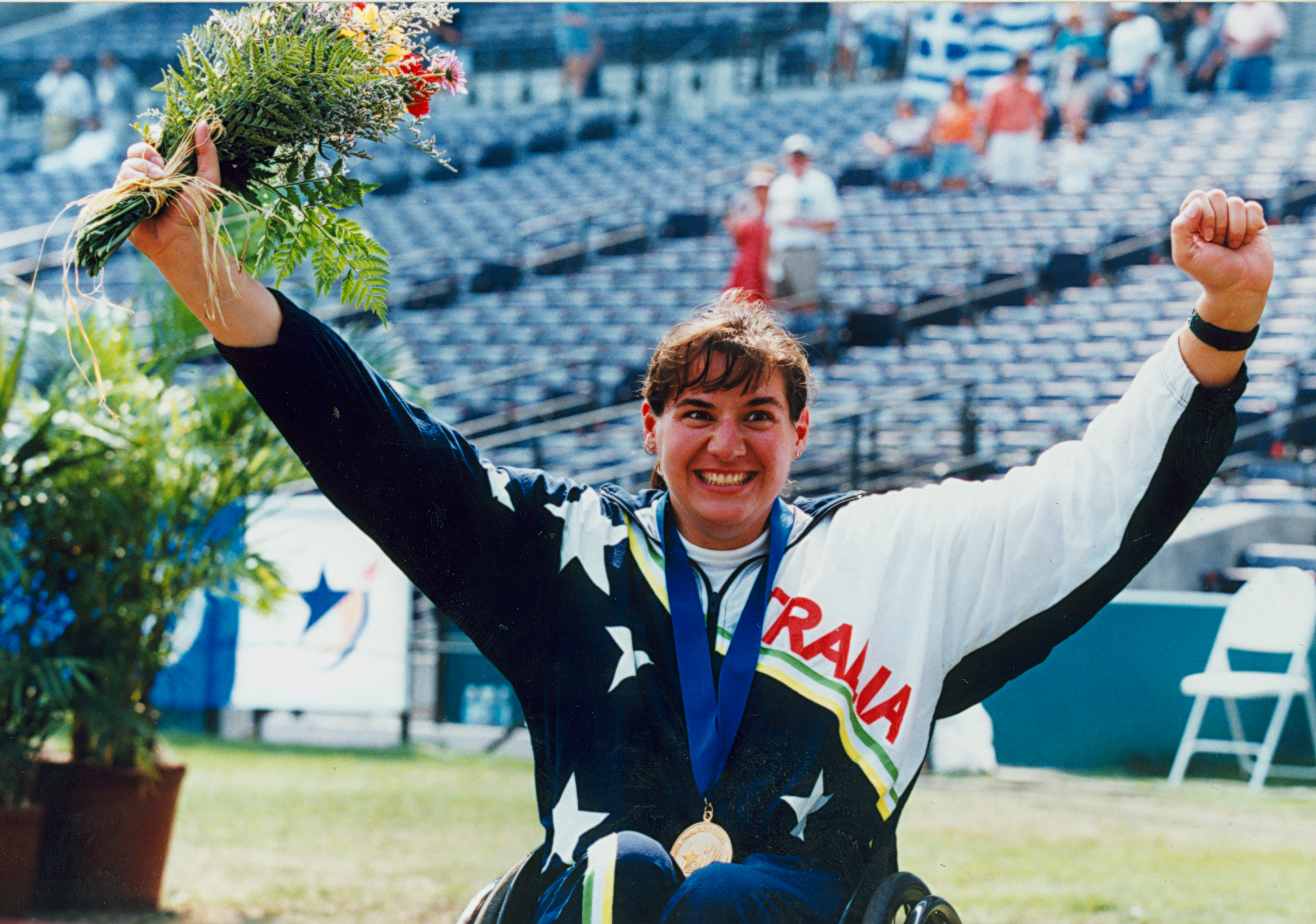
L'australiana Louise Sauvage è stata una dei 5 atleti entrati a far parte della Hall of Fame nel 2012

La Visa Paralympic Hall of Fame è la Hall of Fame istituita dall'International Paralympic Committee a partire dal 2006.

## Criteri
Ogni due anni viene assegnato un premio agli sportivi paralimpici che hanno contribuito con successo alla diffusione dello spirito sportivo e del fair play. A partire dalla terza edizione (del 2010) il premio è sponsorizzato da VISA.

## Membri
2006
- Jouko Grip
- Ulla Renvall (allenatore)
- Annemie Schneider

2008
- Connie Hansen
- Claudia Hengst
- Peter Homann
- André Viger
- Kevin McIntosh (allenatore)

2010
- Tanja Kari
- Chris Waddell
- Rolf Hettich (allenatore)

2012
- Louise Sauvage
- Trischa Zorn
- Roberto Marson
- Frank Ponta
- Chris Holmes